# Cap tourmente
Cap tourmente è un film del 1993 diretto da Michel Langlois.
Pellicola drammatica canadese prodotta da Doris Girard, Bernadette Payeur, Marc Daigle e Yves Rivard per la Corporation de développement et de production (ACPAV) Inc..
Distribuito in Canada a cura della Fp Distribution e visto negli schermi televisivi a cura di Super-Ecran e Radio-Canada.
Il film ha debuttato al Toronto film festival nel settembre 1993 e successivamente ha partecipato al Berlin film festival del 1994.
L'attore Roy Dupuis ed il regista Michel Langlois lavorano, con questo film, per la seconda volta assieme: la loro prima collaborazione risale infatti a 5 anni prima con il film Sortie 234.

## Trama
Gli O'Neil sono una famiglia molto unita. La madre Jeanne ed i suoi due bambini, Alex e Alfa, sereni ed uniti vivono isolati in una fattoria sulla costa nord del fiume Majestic St.Lawrence.
Il ritorno in famiglia di Alex, commerciante marinaio, con problemi mentali e serie disfunzioni familiari, come l'incesto, coincide proprio con l'improvviso arrivo di Jean-Louis, un vecchio amico di famiglia ed ex-fidanzato di Alfa. La vita tranquilla della fattoria viene sconvolta e su ognuno provoca un diverso effetto, un effetto rivelatore. Infatti sia la madre che la sorella continuano a trovare molto erotico Alex, ma lui è troppo disturbato per realizzare quello che c'è nella sua mente.

## Riconoscimenti

### Genie Award, 1993
- Nominato come miglior attore: Roy Dupuis
- Nominato come miglior attore: Gilbert Sicotte
- Nominato come miglior attrice: Elise Guilbault
- Nominato come miglior attrice: Andrée Lachapelle